# Michele Guarini
Michele Guarini er tidligere professionel cheftræner for fodboldklubberne Ølstykke Fodbold Club og Fremad Amager. Han er født på Rigshospitalet, men sit sydlandsk klingende navn har han fået fra sin italienske far. Michele Guarini er uddannet elitetræner, og har desuden en universitetsuddannelse[kilde mangler] og en uddannelse som finmekaniker. Udover opgaverne som fodboldtræner er Guarini selvstændig erhvervsdrivende som konsulent og restauratør.

## Trænerkarriere
Michele Guarini stod han i spidsen for Vanløses divisionshold i 1983, hvor han indskrev sig i historien som den hidtil yngste divisionstræner i Danmark. På holdet spillede tidligere landspillere som brødrene Jan og Bjarne Pettersson og senere KB anfører Fernando Olsen. Senere blev han cheftræner Frederiksberg Boldklubs kvindehold, som han førte op i den bedste kvindelige række på fem-seks år. 
I september 2001 blev han ansat som direktør i 2. divisionsklubben Fremad Amager. Han overtog 1. januar 2002 jobbet som manager og cheftræner. Under Guarini rykkede klubben op i 1. divistion. I 2004 blev han udskriftet med Benny Johansen, der få uger tidligere havde stået i spidsen for Ølstykke FC. Michele Guarini valgte i oktober samme år at fortsatte karrieren som cheftræner for netop Ølstykke FC. Denne trænergerning varede 1½ år, da Ølstykke Fodbold A/S ikke valgte at forlænge hans kontrakt, der udløb 30. juni 2006.
- 1982-1984: Assistent for Vanløse IFs divisionshold og en kort periode cheftræner grundet en trænerfyrring.
- 1995-2001: Træner for Frederiksberg Boldklubs kvindehold, bl.a. den bedste kvindelige række
- 2001-2004: Cheftræner i Boldklubben Fremad Amager, 2. division og 1. division
- 2004-2006: Cheftræner i Ølstykke FC, 1. division
- 2012-2015: Sportschef B93